# Liangshan Xiang (socken i Kina)
Liangshan Xiang (kinesiska: 凉山, 凉山乡) är en socken i Kina. Den ligger i provinsen Yunnan, i den sydvästra delen av landet, omkring 100 kilometer nordväst om provinshuvudstaden Kunming. Antalet invånare är 3 661. Befolkningen består av 1 779 kvinnor och 1 882 män. Barn under 15 år utgör 25,0 %, vuxna 15-64 år 69 %, och äldre över 65 år 5,0 %.
Genomsnittlig årsnederbörd är 921 millimeter. Den regnigaste månaden är juli, med i genomsnitt 214 mm nederbörd, och den torraste är januari, med 7 mm nederbörd.